# Sirius (album)
Sirius – album muzyczny grupy Clannad z roku 1987 wydany przez RCA Records.

## Lista utworów
Na podstawie materiału źródłowego:
1. "In Search of a Heart" (Pól Brennan) – 3:53
2. "Second Nature" (Ciarán Brennan) – 3:20
3. "Turning Tide" (P. Brennan) – 4:39
4. "Skellig" (C. Brennan) – 4:46
5. "Stepping Stone" (P. Brennan) – 3:53
6. "White Fool" (P. Brennan) – 4:38
7. "Something to Believe In" (C. Brennan) – 4:47
8. "Live and Learn" (C. Brennan) – 3:32
9. "Many Roads" (C. Brennan) – 3:25
10. "Sirius" (P. Brennan) – 5:33